# Euryptila subcinnamomea
Camaróptera-canela ou felosa-de-peito-canela (Euryptila subcinnamomea) é uma espécie de ave da família Cisticolidae.
É a única espécie do género Euryptila.
Pode ser encontrada nos seguintes países: Namíbia e África do Sul.
Os seus habitats naturais são: matagal árido tropical ou subtropical.